# Astragalus acutirostris
Espèce
Synonymes
- Aragallus acutirostris (S.Watson) A.Heller[1]
- Astragalus nuttallianus var. acutirostris (S.Watson) Jeps.[1]
- Astragalus streptopus Greene[1]
- Hamosa acutirostris (S.Watson) Rydb.[1]
- Oxytropis acutirostris (S.Watson) M.E.Jones[1]
- Spiesia acutirostris (S.Watson) M.E.Jones[1]

Astragalus acutirostris est une espèce de plantes à fleurs de la famille des Fabaceae. C'est une plante herbacée originaire des États-Unis.

## Description
C'est une plante annuelle rampante ; ses rameaux dressés dépassent rarement 30 cm de hauteur. Ses feuilles sont composées de 7 à 15 folioles de 2 à 8 mm de long, de forme oblongue, présentant généralement une petite indentation à leur extrémité. 

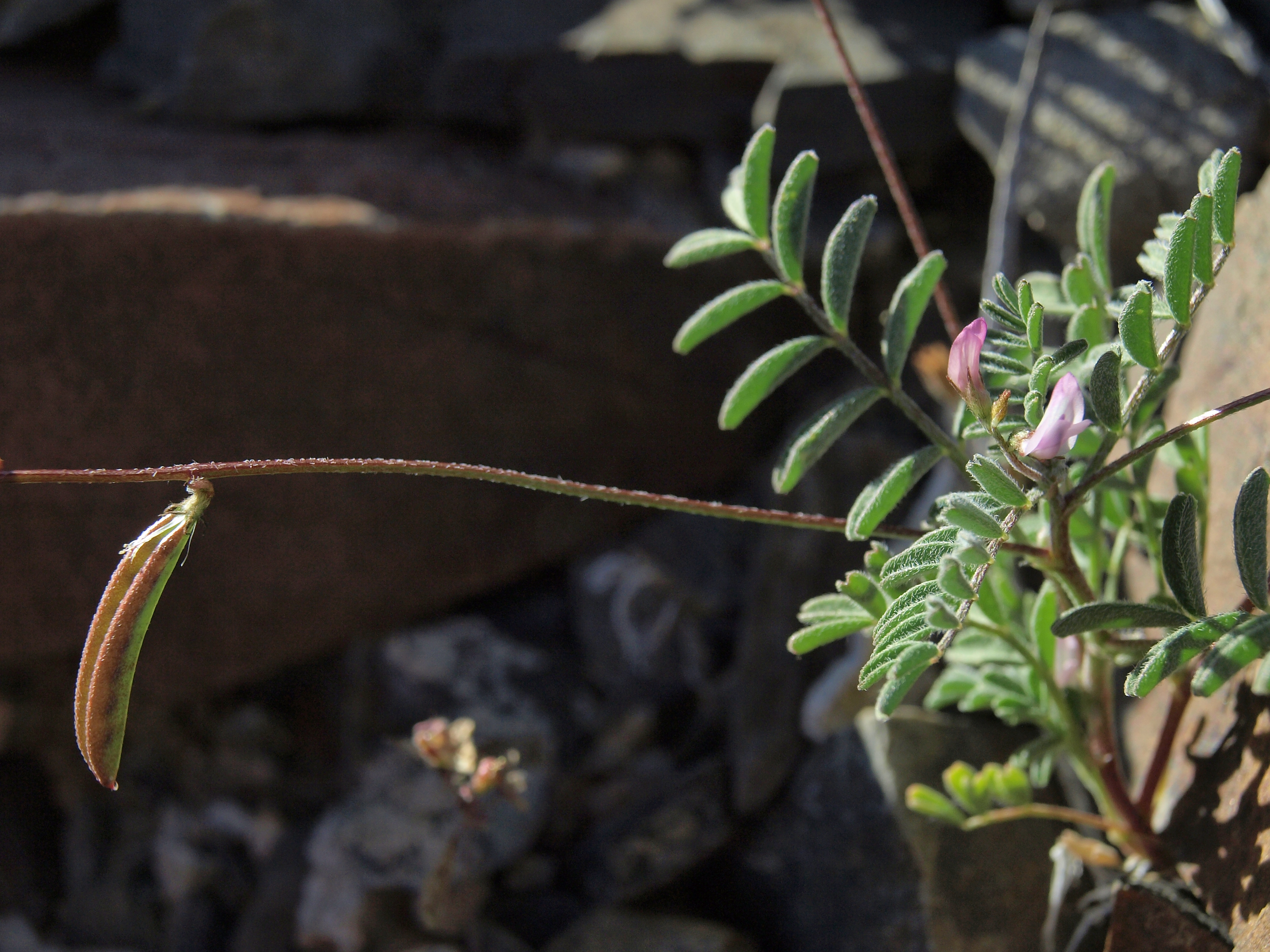
Détail de deux fleurs et d'un fruit dAstragalus acutirostris.

Les fleurs apparaissent en Avril-Mai. Elles sont disposées en grappe peu dense (1 à 6 fleurs par grappe). Leurs pétales sont blancs touchés de rose. L'étendard (grand pétale dorsal recourbé à environ 45°) mesure de 4,7 à 7 mm de long alors que la carène (les 2 pétales ventraux soudés) mesure de 4,3 5,8 mm de long. 
Les fruits sont des gousses à déhiscence longitudinale, de 12 à 30 mm de long pour 2 à 3 mm de large, légèrement incurvées, à parois assez fine, à section triangulaire et présentant 2 loges. 
Elles est souvent confondue avec une espèce proche poussant dans les mêmes zones géographiques, Astragalus nuttallianus, dont les fruits, plus incurvés surtout à leur base, tombent moins vite et sont plus sombres à maturité, et dont les folioles ont une extrémité plus généralement pointue. 

## Répartition et habitat
Cette plante pousse sur terrains sablonneux ou rocailleux, à des altitudes allant de 200 m à 2100 m, dans le sud-ouest des États-Unis (Californie et Nevada). 